# Apresamiento del Paquete del Maule
El apresamiento del Paquete del Maule ocurrió el 9 de marzo de 1866 en aguas del golfo de Arauco durante la guerra hispano-sudamericana. La fragata de hélice española Blanca fue la responsable de la captura de dicho buque, un vapor de ruedas chileno que transportaba tropas de aquel país.

## Antecedentes
El 17 de febrero de 1866 salieron de Valparaíso la fragata blindada Numancia y la fragata de hélice Blanca, que formaban parte de la española Escuadra del Pacífico. Ambos buques, al mando del brigadier Casto Méndez Núñez, a la sazón comandante general de toda la flota, partieron hacia el archipiélago de Chiloé con la intención de encontrar y destruir a la escuadra combinada chileno-peruana, que se refugiaba en aquellas aguas.
El 3 de marzo, después de haber explorado parte de las islas, canales y esteros de Chiloé y Calbuco, se comunicaron con una embarcación de la zona, cuyos tripulantes informaron de la situación de la flota combinada. Los barcos se hallaban en el interior del estero de Huito, un lugar con una estrecha boca de difícil acceso. Con el fin de evitar que las fragatas españolas forzaran la entrada, se habían mejorado las defensas naturales del estero fortificando la boca con unas baterías montadas con los cañones recuperados de la fragata Amazonas, un buque de la escuadra peruana que se había perdido al encallar en un paraje cercano. Además, la entrada se cerró con las cadenas del mismo barco. Finalmente se echaron a pique en la misma boca una lancha y el vapor de hélice chileno Lautaro, que había quedado inutilizado por un accidente en sus calderas, para obstruirla.
Conocida esta información, Méndez Núñez decidió poner fin a la misión y regresar a Valparaíso.

## Captura delPaquete del Maule
El 9 de marzo las fragatas españolas llegaron al golfo de Arauco y fondearon en la isla Santa María. Poco después, Méndez Núñez ordenó a Juan Bautista Topete, comandante de la Blanca, partir hacia Lota con la misión de apresar a los buques que transportaran carbón.
En aquellas mismas aguas se encontraban dos buques de guerra chilenos que, cargados de tropas de aquel país, habían salido de Lota con dirección a Montevideo. Se trataba de los vapores de ruedas Independencia, de 800 Tn y armado con dos cañones, y Paquete del Maule, de 400 Tn y desarmado.
Cuando la Blanca se dirigía a cumplir la misión, divisó al Paquete del Maule y comenzó a perseguirle. El vapor izó entonces la bandera británica y trató de salir a mar abierto por el sur del golfo. Se le dio caza al cañón y se le condujo junto a la Numancia. En el primer reconocimiento, los tripulantes aseguraron que eran civiles ingleses. El oficial español que se encargó de reconocer por segunda vez la presa, el teniente de navío José Pardo de Figueroa, al subir a bordo gritó: «¡De dos en fondo y alineación por la derecha!», orden que cumplieron precisa y mecánicamente los marinos del vapor. Se demostró así que no eran ni civiles ni ingleses y la tensión se alivió por momentos. Quedó de esta manera incorporado el Paquete del Maule a la Escuadra del Pacífico.
Con esta captura fueron hechos prisioneros 126 hombres de tropa y marinería, entre los que se encontraban los siguientes oficiales:
- Luis Alfredo Lynch Zaldívar; capitán de corbeta, comandante del Paquete del Maule y director de la Escuela Naval de Chile
- José Toribio Lira; teniente de navío
- Mr. Muller; teniente de navío
- Mr. C. Staw; teniente de navío
- José Manuel Segundo Novoa; capitán de artillería
- Antonio R. González; teniente de artillería
- Benjamín Blanco; alférez de artillería
- José Marín Martínez; contador

Los españoles esperaban que el incluir el intercambio de los prisioneros del Paquete del Maule por los de la Covadonga ayudaría en las negociaciones con Chile, pero no fue así y el gobierno chileno rechazó el canje.
En cuanto al otro buque, el vapor Independencia, no hay constancia de su presencia en los informes españoles, ya que, según escribiría más adelante uno de los prisioneros chilenos, poco antes de ser capturado, el Paquete del Maule había avistado «por la boca chica de la bahía de Arauco, que era hacia donde gobernábamos en aquel momento» al Independencia que, «raspando la costa de Lavapie y metiéndose hacia el fondo de la bahía» evitó que las fragatas españolas le descubriesen.

## Incorporación delPaquete del Maulea la Escuadra del Pacífico
Tras la captura, el comandante del vapor, junto a otros tres oficiales y sesenta individuos de tropa y marinería fueron embarcados en la Numancia. El resto lo hicieron en la Blanca. El Paquete del Maule quedó al mando del teniente de navío Salvador Llegat. La nueva tripulación quedó completada con otro oficial, tres guardiamarinas, quince marineros, diez soldados, cuatro fogoneros y un maquinista.
El 10 de marzo, zarpó nuevamente la Blanca hacia Lota, acompañada de una lancha de la Numancia. En Coronel apresaron dos bricbarcas cargadas con mil toneladas de carbón entre las dos, la prusiana Unión y la italiana Dos Hermanas.
El día 12, partieron definitivamente hacia Valparaíso las fragatas españolas y todas sus presas. El 13 de marzo la Numancia se adelantó, junto con el Paquete del Maule, llegando a su destino el 14. El resto de buques llegarían un día más tarde.
Como parte de la Escuadra del Pacífico, el Paquete del Maule estaría presente en el bombardeo de Valparaíso (31 de marzo) y en el combate del Callao (2 de mayo). El día 10, antes de la partida de los buques españoles, el vapor sería incendiado y hundido cerca de la Isla San Lorenzo, frente al Callao.